# Gavin Thredgold
Gavin Thredgold, född den 6 oktober 1961, är en australisk roddare.
Han tog OS-brons i åtta med styrman i samband med de olympiska roddtävlingarna 1984 i Los Angeles.